# Liste der Mitglieder der Deutschen Akademie der Naturforscher Leopoldina/1828
Die Liste der Mitglieder der Deutschen Akademie der Naturforscher Leopoldina für 1828 enthält alle Personen, die im Jahr 1828 zum Mitglied ernannt wurden. Insgesamt gab es 14 neu gewählte Mitglieder.

## Mitglieder
| Nr.  | Name                                 | Beiname          | Geboren       | Aufnahme | Gestorben     | Bild                                | Datenbank |
| ---- | ------------------------------------ | ---------------- | ------------- | -------- | ------------- | ----------------------------------- | --------- |
| 1316 | Philipp Jakob Kretzschmar            | Wenzel           | 11. Juni 1785 | 7. Apr.  | 4. Mai 1845   | Philipp Jakob Kretzschmar           | 2351      |
| 1317 | Detmar Wilhelm von Sömmerring, jun.  | Zinn             | 27. Juni 1793 | 7. Apr.  | 14. Aug. 1871 | Detmar Wilhelm von Sömmerring, jun. | 6700      |
| 1318 | Petrus Alexander Aubert              | Deluc            | 1786          | 19. Mai  | 13. Apr. 1843 |                                     | 1588      |
| 1319 | Johann Karl Leopold Barkow           | Bartholinus III. | 4. Aug. 1798  | 19. Mai  | 23. Juli 1873 | Johann Karl Lopold Barkow           | 1770      |
| 1320 | Burkhard Eble                        | Beer             | 6. Nov. 1799  | 19. Mai  | 3. Aug. 1839  |                                     | 2583      |
| 1321 | Johann Karl Georg Fricke             | Haen I.          | 28. Jan. 1790 | 19. Mai  | 4. Dez. 1841  |                                     | 2813      |
| 1322 | Johann Ferdinand Martin Heyfelder    | Rosén            | 19. Jan. 1798 | 19. Mai  | 21. Juni 1869 |                                     | 3820      |
| 1323 | Friedrich Sigismund Leukard          | Bremser          | 26. Aug. 1794 | 19. Mai  | 25. Sep. 1843 |                                     | 4940      |
| 1324 | Johann Friedrich Meckel              | Meckel I.        | 17. Okt. 1781 | 19. Mai  | 31. Okt. 1833 | Johann Friedrich Meckel             | 5582      |
| 1325 | Daniel Karl Theodor Merrem, jun.     | Recchi           | 19. Apr. 1790 | 19. Mai  | 19. Okt. 1859 |                                     | 5621      |
| 1326 | Franz Julius Ferdinand Meyen         | Corti            | 28. Juni 1804 | 19. Mai  | 2. Sep. 1840  | Franz Julius Ferdinand Meyen        | 5634      |
| 1327 | Franz Wilhelm Schweigger-Seidel      | Erxleben         | 16. Okt. 1795 | 19. Mai  | 5. Juni 1838  |                                     | 6608      |
| 1328 | Friedrich von Tiedemann              | Camper II.       | 23. Aug. 1781 | 19. Mai  | 22. Jan. 1861 | Friedrich von Tiedemann             | 6924      |
| 1329 | Johann Friedrich Christian Werneburg | Scherfer         | 1. Sep. 1777  | 19. Mai  | 21. Nov. 1851 |                                     | 5386      |

## Hinweis zu den Lebensdaten
In der Liste sind zunächst die Lebensdaten gemäß Archiv der Leopoldina aufgenommen. Diese beziehen sich auf die Angaben gem. Neigebaur (1860) und Ule (1889). Die Lebensdaten im Namensartikel können daher von den Lebensdaten in der Liste abweichen.